# 馬思忽惕
馬思忽惕（مسعود بك Mas‘ūd Bek，？—1289年），《元朝秘史》作馬思忽惕（別乞），《元史》作麻速忽，《史集》作امير مسعود بك Amīr Mas‘ūd Bak 。马合木·牙剌瓦赤之子。
成吉思汗征西域，皇子术赤攻下玉龙杰赤，牙剌瓦赤带着两个儿子马俺木惕、马思忽惕降蒙。平定中亚后，分设达鲁花赤监治不合儿（不花剌）、薛米思坚（撒马尔罕）、兀笼格赤（玉龙杰赤）、兀丹（于阗）、乞思合儿（喀什噶尔）、兀里羌（叶尔羌）、古先·答里勒（龟兹）等城，命太师耶律阿海为主管，马思忽惕辅佐他。牙剌瓦赤到中原，授燕京行省札鲁忽赤，乃马真后称制，任命奥都剌合蛮主管财政，将牙剌瓦赤罢官，祸不测。马思忽惕得知后，投奔拔都。其后奥都剌合蛮被杀，贵由以牙剌洼赤管理中原财赋，马思忽惕依然管理突厥斯坦撒马尔罕等处财赋，并赐给他金狮符。蒙哥即位后，命牙剌洼赤与不只儿等在燕京行尚书省事，管理印造宝钞，马思忽惕与讷怀、塔剌海充任别失八里行尚书省事。
1260年，阿里不哥与忽必烈争位，与察合台后王阿鲁忽交兵。阿里不哥派马思忽惕前去议和，阿鲁忽以马思忽惕治理不花剌、撒马尔罕等城财赋，军用充足，将他留在察合台汗国。其后察合台后王八剌想要夺取旭烈兀后王（伊儿汗国）呼罗珊之地。1268年冬，八剌派马思忽惕为使，假称阿姆河左右之地，本属公家，成吉思汗四子都能分其岁赋，暗中探察道路、军事。马思忽惕到达伊儿汗国，阿八哈厚待他，赠以给他成吉思汗御服，出示岁计账簿。马思忽惕得到账簿，不辞而去，来时沿途留骑等待，他换马疾驰，追兵至诃，他已在船中。笃哇即位后，仍以马思忽惕管理财赋。马思忽惕在中亚前后五十余年，主持阿尔泰山以西至阿姆河流域的城市行政、财赋，致力于恢复当地经济、文化，有善理财之名。去世后葬在不花剌。